# Quasi-Hilda-komeet
Een quasi-Hilda-komeet (QHC) is een komeet in de Jupiter-familie, die een sterke interactie met Jupiter vertoont en wiens baan er betrekkelijk langdurig door wordt beïnvloed. Dit komeettype wordt geassocieerd met de Hilda-planetoïdenzone in de 3:2 binnenste baanresonantie met Jupiter. Kenmerkend voor de planetoïden in deze zone is een halve grote as-waarde tussen 3,70 en 4,20 AE, een excentriciteit onder 0,30 en een glooiingshoek van niet meer dan 20°. De baan van een komeet kan soms tijdelijk verstoord zijn waardoor hij enige tijd in deze groep terechtkomt om er na verloop van tijd, door een andere verstoring, weer uit te verdwijnen. Acht procent van de kometen die de 3:2-baanresonantie verlaat komt in botsing met Jupiter.

## Bekende quasi-Hilda-kometen
De volgende genummerde kometen horen tot de quasi-Hilda-kometen:
| Naam                        | Aphelium (Q) | Excentriciteit | Inclinatie | Datum perihelium |
| --------------------------- | ------------ | -------------- | ---------- | ---------------- |
| 36P/Whipple                 | 5,27         | 0,261          | 9,92       | 2011-12-29       |
| 74P/Smirnova-Chernykh       | 4,78         | 0,147          | 6,65       | 2009-07-26       |
| 82P/Gehrels                 | 4,65         | 0,122          | 1,12       | 2010-01-12       |
| 111P/Helin-Roman-Crockett   | 4,61         | 0,140          | 4,23       | 2013-01-30       |
| 117P/Helin-Roman-Alu        | 5,13         | 0,253          | 8,69       | 2014-03-28       |
| 129P/Shoemaker-Levy         | 4,85         | 0,170          | 3,29       | 2014-02-07       |
| 135P/Shoemaker-Levy 8       | 4,93         | 0,289          | 6,05       | 2014-11-01       |
| 147P/Kushida-Muramatsu      | 4,85         | 0,276          | 2,36       | 2008-09-22       |
| 215P/NEAT (2002 O8)         | 4,83         | 0,200          | 12,7       | 2010-06-06       |
| 228P/LINEAR (2001 YX127)    | 4,89         | 0,176          | 7,91       | 2011-08-26       |
| 231P/LINEAR-NEAT (2003 CP7) | 5,01         | 0,246          | 12,3       | 2011-05-16       |
| 246P/NEAT (2004 F3)         | 5,17         | 0,286          | 15,9       | 2013-01-28       |

39P/Oterma was een quasi-Hilda-komeet totdat hij, in 1963, Jupiter te dicht naderde en van baan veranderde. 77P/Longmore valt buiten deze groep vanwege zijn grote excentriciteit en inclinatie. De komeet Shoemaker-Levy 9 kwam in 1994 in botsing met Jupiter.